# Zdzisław Napieracz
Zdzisław Napieracz (ur. 8 marca 1950 w Rzeszowie) – polski trener i piłkarz grający na pozycji pomocnika (skrzydłowego).

## Kariera
Jest wychowankiem Stali Rzeszów, z którą w 1975 roku awansował do Ekstraklasy i zdobył Puchar Polski. Pucharowy sukces powtórzył w sezonie 1976/1977, tym razem w barwach Zagłębia Sosnowiec. W I lidze rozegrał łącznie 65 spotkań i 12-krotnie wpisał się na listę strzelców. 28 ze spotkań rozegrał w pierwszoligowej Stali Rzeszów, natomiast 37 jako piłkarz Zagłębia. Zarówno w barwach Stali, jak i Zagłębia wpisywał się w pierwszoligowych rozgrywkach 6-krotnie na listę strzelców.
Grał również w takich klubach jak: Stal Stalowa Wola, Star Starachowice, Zelmer Rzeszów, Sokołowianka Sokołów Małopolski. Karierę zawodniczą zakończył w Strugu Tyczyn. W Zelmerze i Sokołowiance pełnił rolę grającego trenera. Z klubem Zelmer Rzeszów związany był jako zawodnik i trener przez blisko 16 lat Po zakończeniu kariery piłkarskiej zaczął pracować jako szkoleniowiec w podkarpackich klubach takich jak Strug Tyczyn, Izolator Boguchwała, Dynovia Dynów, Górnovia Górno, Głogovia Głogów Małopolski i Korona Załęże (Rzeszów). Zdzisław Napieracz był piłkarzem lewonożnym. Grając w Sokołowie Małopolskim, trafiał do siatki rywala w rozgrywkach czwartoligowych w wieku 46 lat (sezon 1995/1996).

## Sukcesy
- 2x Puchar Polski: w sezonie 1974/1975 ze Stalą Rzeszów i w sezonie 1976/1977 z Zagłębiem Sosnowiec.
- 1976/1977 – 5 miejsce w lidze (z Zagłębiem)
- 1974/1975 – awans ze Stalą Rzeszów do I ligi